# Problemas sociales en China

## Visión general
Según el profesor Jianrong, las estadísticas oficiales muestran que el número de incidentes registrados de disturbios masivos está "hirviendo... hasta el punto de explotar". Han aumentado de 8.709 en 1993 a más de 90.000 entre 2007 y 2009. Las razones citadas incluyen una clase de inmigrantes desposeídos y trabajadores desempleados, una profunda pérdida de fe en el sistema entre muchos chinos y un debilitamiento de los medios tradicionales de control estatal. 
El profesor Hu Xingdou de la Universidad Tecnológica de Beijing dijo que la corrupción, los monopolios estatales, la enorme brecha de riqueza y el aumento del costo de la vivienda, la educación y la atención médica contribuyen significativamente a los disturbios. Dijo que las incautaciones de tierras y la creciente brecha de riqueza fueron los dos factores principales: desde el comienzo de las reformas de Deng Xiaoping en 1979, la disparidad entre las poblaciones urbana y rural ha aumentado de 2,56:1 en 1978 a 3,33:1 en 2009.

### Desequilibrios regionales
Desde que comenzaron las reformas económicas en China, la desigualdad de ingresos ha aumentado significativamente. El coeficiente de Gini, un indicador de la distribución del ingreso, ha empeorado de 0,3 en 1986 a 0,42 en 2011. Los investigadores de la pobreza reconocen cualquier valor por encima de 0,4 como potencialmente desestabilizador socialmente.
La creciente brecha de riqueza puede verse como un subproducto de las políticas de desarrollo económico y social de China. Los efectos adversos de tener una inequidad cada vez mayor entre ricos y pobres incluyen inestabilidad social y política, discriminación en el acceso a áreas como salud pública, educación, pensiones y oportunidades desiguales para el pueblo chino. Es importante señalar que la desigualdad de ingresos en China también puede verse como una brecha de ingresos rural-urbana, especialmente con la política de desarrollo social ampliamente criticada, el Sistema Hukou (registro de hogares) en vigor. Los ingresos del mercado, principalmente los salarios, han sido el factor determinante de la desigualdad de ingresos urbanos desde las reformas económicas en China, mientras que la creciente brecha de ingresos entre las zonas rurales y urbanas se debe a los bajos salarios de los empleados y los inmigrantes en muchas empresas, junto con el rápido crecimiento de las ganancias de la gerencia. de empresas estatales, promotores inmobiliarios y algunas empresas privadas. El ingreso neto per cápita urbano se situó en 17.175 yuanes (2.525 dólares) en 2009, en contraste con los 5.153 yuanes en el campo, con una relación de ingreso urbano-rural de 3,33:1, según cifras de la Oficina Nacional de Estadísticas.

### Ataques escolares
En marzo de 2010 hasta la actualidad comenzó una serie de apuñalamientos masivos descoordinados, ataques con martillos y ataques con cuchillos en la República Popular China. La serie de ataques dejó al menos 90 muertos y unos 473 heridos. Como la mayoría de los casos no tenían un motivo conocido, los analistas han culpado a los problemas de salud mental causados por el rápido cambio social para el aumento de este tipo de asesinatos en masa e incidentes de asesinato y suicidio.

### Prostitución
Las actividades relacionadas con la prostitución en la China continental se caracterizan por ser de varios tipos y precios. Los vendedores de sexo proceden de distintas clases sociales. La mayoría son mujeres, aunque en los últimos años ha habido un repunte de prostitución masculina. Los locales donde se ejerce la prostitución suelen ser hoteles, karaokes e incluso peluquerías.
Si bien el gobierno ha sido consistentemente duro con los organizadores de la prostitución, su posición con respecto a las prostitutas ha sido, más bien, vacilante. En algunas ocasiones, y por períodos, ha considerado su conducta como un delito, mientras que en otras situaciones y casos, como una falta. Desde la reaparición de la prostitución en la década de 1980, las autoridades gubernamentales han intentado encauzarla principalmente a través del sistema legal, regulándola diariamente a través de los tribunales y la policía, pero otras veces se ha insistido en el control a través de campañas policiales de gran alcance con el fin de fomentar la disciplina social. Pese a los intentos de ONG internacionales y a las opiniones de los expertos internacionales, no hay una corriente favorable a la legalización del sector del sexo, ni entre la población, ni dentro del gobierno.

### Empleo
La distribución del empleo ha sido un tema importante para el gobierno chino desde que comenzó a iniciar reformas. El anterior sistema estatal de empleo se ha reestructurado para adaptarse a la economía de mercado. Sus efectos negativos incluyen los despidos masivos y las grietas en el sistema de registro de hogares, que envió a muchos chinos rurales a buscar empleo en las ciudades. Estos factores dieron lugar a la fuerza laboral competitiva y al desempleo. Los niveles de empleo difieren de una región a otra, con concentraciones más fuertes de desempleo en el interior.

### Corrupción
Se refiere al abuso del poder político para fines privados, típicamente por parte de miembros del Partido Comunista Chino (PCCh), que tienen la mayoría del poder en el país. La corrupción es un problema muy importante en China,  que afecta todos los aspectos de la administración, la aplicación de la ley, la atención médica y la educación.  Desde que comenzaron las reformas económicas chinas , la corrupción se ha atribuido a la "involución organizacional"  provocada por las reformas de liberalización del mercado iniciadas por Deng Xiaoping. Al igual que otras economías socialistas que han emprendido reformas económicas, como la Europa del Este y Asia Central postsoviéticas , la China de la era de la reforma ha experimentado niveles crecientes de corrupción. 

### Trata de personas
China es una fuente principal y también un importante país de tránsito y destino para hombres, mujeres y niños que son objeto de trata de personas, específicamente trabajo forzado y prostitución forzada. Mujeres y niños de China son traficados a África, Europa, América Latina, Medio Oriente y América del Norte, predominantemente Taiwán, Tailandia, Malasia y Japón para la explotación sexual comercial y el trabajo forzado. Mujeres y niños de Myanmar, Vietnam, Mongolia, ex URSS (excepto Estados Bálticos), Corea del Norte, Rumania, Indonesia, Nepal , Pakistán y Ghana son traficados a China para explotación sexual comercial y trabajo forzoso.